# Eko Roosevelt
Pour les articles homonymes, voir Roosevelt.
Eko Louis Roosevelt est un musicien, pianiste et chanteur camerounais.
Il est par ailleurs chef Batanga du village Lobé près de l'embouchure des chutes de la Lobé.

## Biographie

### Débuts
Il apprend le métier d’ouvrier du bâtiment et reçoit également une éducation musicale, à l’école des arts de Dakar, à l’école normale de musique de Paris et au conservatoire musical de Gentilly pendant les années 1970.

### Carrière
Depuis 1992, il est professeur de musique à la faculté des Arts et Lettres de Douala. Père de trois enfants, il est marié à Nicole Nevez. Il se produit avec des musiciens de cabaret et de variétés à travers le Cameroun et la France. En 1975, il sort son premier disque intitulé Nalandi. Durant la période de 1976 à 1981, il sort son propre label Eko Music et sort neufs albums.
Il crée un orchestre à la demande de la télévision ivoirienne. En 1979, il devient directeur de l’Orchestre National du Cameroun.
En 1992, il est élevé au rang de Chevalier et Officier de l’Ordre de la Valeur, puis officier de l’ordre de la valeur en juillet 2002 et enfin commandeur de ce même Ordre en mai 2012,.

### Discographie
- Nalandi (1975)
- Kilimandjaro My Home (1977)
- Funky Disco Music (1979)
- Eko (1980)